# Assassin's Creed Valhalla
Assassin's Creed Valhalla és un videojoc desenvolupat per Ubisoft Montreal i publicat per Ubisoft. És el dotzè en importància i el vint-i-dosè llançat dins de la saga d'Assassin's Creed, i successor a el joc de l'2018 Assassin's Creed Odyssey.
Ambientat al segle ix, el joc té lloc durant la invasió de Gran Bretanya per part dels vikings, amb el jugador controlant al guerrer viking Eivør dirigint al seu poble contra el rei saxó Alfred el Gran i els seus regnes vassalls.
Es va llançar el 10 de novembre de 2020 per Microsoft Windows, PlayStation 4, PlayStation 5, Xbox Series X i Series S Xbox One, i Google Stadia.